# Merlet (restaurant)
Merlet is een hotel en restaurant in Schoorl. Het heeft sinds 1998 een Michelinster. Het restaurant is uitgeroepen tot "restaurant van het jaar 2012" door restaurantgids Grootspraak.

## Geschiedenis
Merlet werd in 1984 opgericht en kreeg in 1998 een Michelinster toegekend, toen onder de chef-kok Alan Pearson. Pearson werd in 2001 opgevolgd door Wilco Berends, die tot 2007 de keuken leidde. Sinds 2007 stond de keuken onder leiding van Timo Munts. Munts werd eind 2012, na vijf jaar chef-kok te zijn geweest, opgevolgd door sous-chef Frank van Enter. Van Enter werd op zijn beurt in 2015 weer vervangen door Jonathan Zandbergen.